# Mozi (Katona Klári-album)
A Mozi Katona Klári 1989-ben megjelent nagylemeze, amit a Pepita adott ki. Katalógusszáma: SLIPM 37262. A lemezen az énekesnő a következő előadók dalait dolgozta fel: Bergendy-együttes, Vikidál Gyula, Hobo Blues Band, Locomotiv GT, Kaszás Attila, Kovács Kati, Sztevanovity Zorán, Révész Sándor.

## Az album dalai

### A oldal
1. Úgy szeretném [Demjén Ferenc és Latzin Norbert]
2. Szívemet dobom eléd [Presser Gábor és Sztevanovity Dusán] (eredeti címe: Csak a szívemet teszem eléd)
3. Nem hallod, üvöltök [Póka Egon és Földes László]
4. Darabokra törted a szívem [Demjén Ferenc]
5. Mozi [Presser Gábor és Sztevanovity Dusán]

### B oldal
1. Örökre szépek (A padlás című 1988-as musicalből) [Presser Gábor és Sztevanovity Dusán]
2. Játssz még! [Presser Gábor és Sztevanovity Dusán]
3. Én szeretlek [Presser Gábor és Demjén Ferenc]
4. Kötődés [Demjén Ferenc és Lerch István]
5. Ahogy mindenki [Presser Gábor]